# KLK5
La peptidasa 5 relacionada con la calicreína (KLK5), anteriormente conocida como enzima tríptica del estrato córneo (SCTE), es una serina proteasa expresada en la epidermis. En los humanos, está codificado por el gen KLK5. Este gen es uno de los quince miembros de la subfamilia de calicreína ubicados en un grupo en el cromosoma 19. Su expresión está regulada por estrógenos y progestinas. El empalme alternativo da como resultado múltiples variantes de transcripción que codifican la misma proteína.
Se ha sugerido que KLK5 regula el desprendimiento de células (descamación) junto con KLK7 y KLK14, dada su capacidad para degradar proteínas que forman el componente extracelular de las uniones celulares en el estrato córneo. Se propone que KLK5 regule este proceso ya que es capaz de autoactivarse además de activar KLK7 y KLK14.